# 米英戦争の大西洋戦線
米英戦争の大西洋戦線（べいえいせんそうのたいせいようせんせん）は、アメリカ合衆国とイギリスが戦った米英戦争（1812年 - 1815年）の中でアメリカの東海岸と大西洋を戦場とした一連の戦闘である。海軍力では戦力的に劣っていたアメリカ海軍ではあったが、開戦当初は優位に立っていた。ヨーロッパから増援を派遣したイギリス軍によって次第に劣勢となり、首都のワシントンD.C.やボルティモアが攻撃されたが、最終的にイギリス軍に占領された地域はわずかなまま終戦を迎えた。
イギリスは世界でも最高の海軍力を誇ってきており、1805年のトラファルガーの海戦でフランス、スペインの連合艦隊に対する歴史的勝利によってその力が確かめられていた。1812年時点で、イギリス海軍はアメリカ付近の海域に85隻の艦船を派遣していた。これに対し、アメリカ海軍はまだ20年程の歴史しか無く、フリゲートを主力とした艦隊で就役艦も22隻に過ぎなかったが、アメリカのフリゲートの多くはイギリスのものよりも大型で強力だった。当時のイギリスのフリゲートは18ポンド砲を主体に38門を装備していたのに対し、アメリカの「コンスティチューション」、「プレジデント」、「ユナイテッド・ステーツ」の砲は44門（56門まで増強可能）であり、主体も24ポンド砲であった。これらに対抗してイギリスでも60門装備のフリゲート「リアンダー」や「ニューカースル」の建造を進めていた。
イギリスの戦略は、ハリファックスとカナダを行き来する商船の保護と、アメリカの貿易を制限するために主要なアメリカの港を封鎖することだった。アメリカは海軍力で劣っていたので、賞金目当ての捕獲であるとか、条件の良い時のみにイギリス海軍艦船を襲うなど、奇襲を掛けては逃げる戦術を採って混乱を誘った。

## アメリカ海軍の活躍、1812年

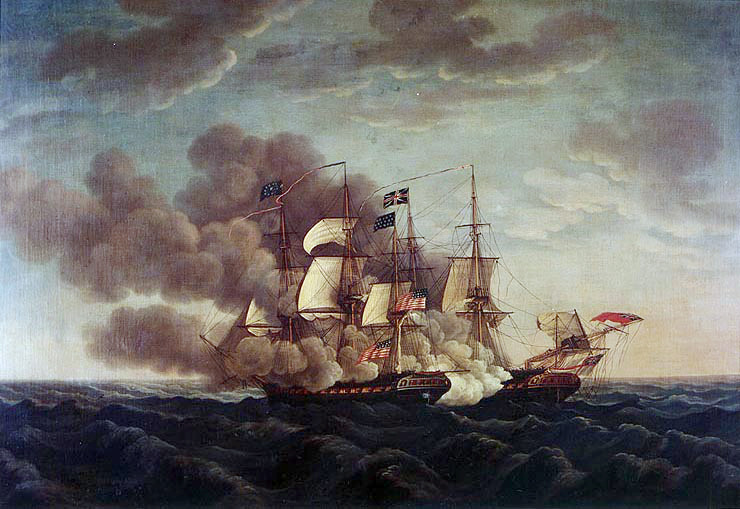
イギリスのフリゲート「ゲリエール」を攻撃する「コンスティチューション」

アメリカ海軍の戦術は初期に成功を収めた。宣戦布告の数日後には2つの小戦隊が出撃した。1つはジョン・ロジャース代将指揮のフリゲート「プレジデント」とスループ「ホーネット」の戦隊、もう1つはスティーブン・ディケーター艦長指揮のフリゲート「ユナイテッド・ステーツ」と「コングレス」及びブリッグ「アーガス」の戦隊であった。
さらに、アイザック・ハル艦長指揮のフリゲート「コンスティチューション」が7月12日にチェサピーク湾を出港した。7月17日、イギリスの戦隊が追跡を開始したが、「コンスティチューション」は2日後にそれを振り切った。「コンスティチューション」はボストンに立ち寄って水を補給した後、8月19日にイギリスのフリゲート「ゲリエール」と交戦に及んだ。35分間の戦いの後、「ゲリエール」はマストを打ち倒され捕獲された上で焼却された。ハルは意義有る勝利の知らせを持ってボストンに帰還した（USSコンスティチューション対HMSゲリエール）。

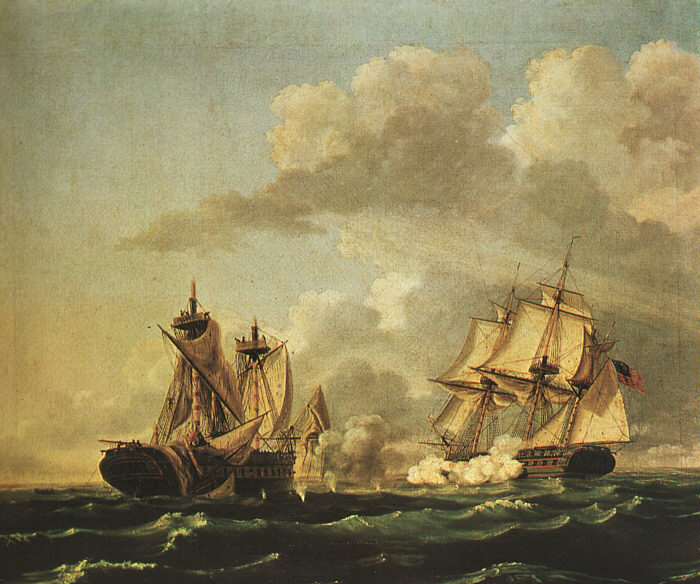
「ユナイテッド・ステーツ」と、イギリスの「マセドニアン」の海戦
(画)トーマス・バーチ

10月25日、ディケーター艦長指揮のフリゲート「ユナイテッド・ステーツ」は、イギリスのフリゲート「マセドニアン」を捕獲し、港に曳航した。この月の終わり、「コンスティチューション」はウィリアム・ベインブリッジ艦長の指揮で南に向かい、12月29日、ブラジルのバイア州沖でイギリスのフリゲート「ジャバ」と遭遇した。3時間に及ぶ交戦の後、「ジャバ」は降伏し、航行不能と判断された後に焼却処分となった。激戦にもかかわらず「コンスティチューション」のダメージはわずかで、「オールド・アイアンサイズ（"Old Ironsides"）」という別名を得た。
1813年1月、デイビッド・ポーター艦長指揮のアメリカのフリゲート「エセックス」はイギリスの海運を妨害する目的で太平洋に乗り入れた。イギリスの捕鯨船は他国船拿捕免許状を所持しており、アメリカの捕鯨船を拿捕して捕鯨産業を壊滅に追い込んでいた。「エセックス」はこれに挑戦し、イギリスに莫大な被害を与えたが、1814年3月28日にチリのバルパライソ沖で、イギリスのフリゲート「フィービ」とスループ「チェラブ」によって捕獲された。
この「エセックス」の場合を除いて、アメリカ海軍は艦船の大きさや砲の数の多さという利点を持っていた。とはいえ、アメリカのスループやブリッグも同じような強さのイギリス艦船に勝利を収めることがあった。アメリカ艦には経験を積み良く訓練された志願の乗組員がいたのに対し、行動範囲が広がりきったイギリス海軍の最強部隊は他の地域で作戦中であり、また北アメリカ海域の部隊は恒常的な任務に張り付けられて訓練や演習を行うことができなかった。
3隻のフリゲートの捕獲に衝撃を受けたイギリス海軍は北アメリカ海域の増強に動いた。多くの艦がアメリカ沿岸に派遣され、海上封鎖を強めた。1813年6月1日、ボストン港沖でジェイムズ・ローレンス艦長指揮のアメリカ海軍のフリゲート「チェサピーク」が、イギリスのサー・フィリップ・ブローク艦長指揮のフリゲート「シャノン」に捕獲された。ローレンスは瀕死の重傷を負ったが、「船を諦めるな（"Don't give up the ship!","Hold on men!"）」という有名な言葉を叫んだ。

## 海上封鎖
アメリカの港に対する封鎖が強化され、商船や軍艦は港に釘付けになった。アメリカのフリゲート「ユナイテッド・ステーツ」と「マセドニアン」は、終戦までコネチカット州ニューロンドンで封鎖され、係船されたままだった。ヨーロッパやアジアを拠点として活動を続ける商船もあった。ニューイングランドの商船は、1813年にアメリカ派遣艦隊の司令官サー・ジョン・ボーレイズ・ウォーレン提督の免許を得て貿易を行うことができた。これは、スペインで従軍中のウェリントン軍にアメリカの物資を運ぶことと、ニューイングランドの反戦活動を維持させるためでもあった。
緒戦の損失に懲りたイギリス海軍本部は、アメリカの3隻の重フリゲートとは、戦列艦を擁しているか、あるいは戦隊を組んでいる場合以外は交戦してはならないという方針を打ち出した。その一つの例が1815年1月の、「エンディミオン」、「マジェスティック」、「ポモーン」および「テネドー」の4隻のフリゲートからなるイギリス戦隊によるアメリカのフリゲート「プレジデント」の捕獲である。この戦法の活用と海上封鎖によって、イギリス海軍は陸軍をアメリカ海岸に輸送することが可能になり、1814年のワシントン焼き討ちとして知られる首都ワシントンD.C.の攻撃が可能になった。
アメリカの私掠船は活発に活動した。海軍に所属するものもあったが、多くは独自の利益のために動いていた。その活動は終戦まで続き、イギリス海軍による厳重な護送船団方式による警戒のみが部分的な効果を発揮した。アメリカの私掠船活動の大胆不敵なものの一つは、海軍のスループ「アーガス」によるイギリス本国海域でのものだった。「アーガス」は最終的に1813年8月14日にウェールズのセントデイビッド岬沖で、イギリス海軍のブリッグ「ペリカン」に捕獲された。アメリカ海軍と私掠船に捕獲された船舶は1,554隻に及んだが、そのうち1,300隻は私掠船によるものだった。もっともロイズ保険組合によれば戦争中にアメリカに拿捕されたイギリス船は1,175隻で、しかもそのうち373隻はイギリス側に再捕獲されたので、正味の喪失は802隻となっている。
イギリス海軍の基地であるノヴァスコシアのハリファックスは海上封鎖を管轄しそれによって大きな利益も得ていた。イギリスの私掠船はここを基地として多くのフランスやアメリカの船を捕まえ、その捕獲品をハリファックスで売り払っていた。
この戦争はイギリスが私掠船を使った最後の時と考えられている。というのもこのような行為は政治的に不適切であると見なされるようになり、イギリス海軍の優越性を保つ際に価値を失っていったからである。

## 大西洋沿岸
戦争が始まった時点ではイギリス海軍はアメリカ合衆国のすべての海岸線を封鎖することはできず、またアメリカの私掠船の取締りにも追われていた。イギリス政府は、スペインの前線にある陸軍部隊のためにアメリカ産の食料を必要としており、ニューイングランド市民の貿易の継続を望む意思と利害が一致したため、ニューイングランドの港は当初封鎖されていなかった。デラウェア川とチェサピーク湾は、1812年12月26日になって封鎖を宣言された。
1813年11月にはコネチカット州ナラガンセットの南まで封鎖範囲が拡大され、さらに1814年5月31日には全海岸が対象となった。この間、アメリカの貿易業者とイギリスの海軍士官の間で捕獲を偽装した不法な交易が行われていた。アメリカの船は中立国の国旗を掲げて偽装した。
最終的には、アメリカ合衆国政府が不法な交易を止める命令を発することになった。これは国の商業に新たな歪をもたらしただけだった。イギリスは圧倒的な海軍力を使ってチェサピーク湾を支配し、多くの船渠や港を破壊して回った。
さらに、バミューダの造船所に基地をおく海上封鎖艦隊の指揮官は、アメリカの奴隷達の逃亡を奨励するよう指示を受けていた。多くの黒人奴隷が家族と共にイギリス側に逃げ、チェサピーク湾のタンジール島を占拠していたイギリス海兵隊第3植民地大隊に入隊した。
バミューダの根拠地では、女性や子供を含む多くの逃亡奴隷が解放され、仕事を与えられた。海兵隊の植民地中隊が幾つも編成され、防衛に当たった。これら解放奴隷は大西洋戦線でイギリスのために戦い、ワシントンD.C.攻撃やルイジアナ侵攻にも参戦した。多くの者が後にイギリス領西インド諸島の連隊に再登録され、また1816年8月には、トリニダード島で700名の元海兵隊員が土地の所有許可を与えられた。これらの人々はその所属していた中隊毎に集落を作ったと報告されている。他にも多くの解放奴隷が既存の西インド諸島連隊あるいは新設のイギリス陸軍部隊に直接入隊した。
ニューブランズウィックのイギリス植民地による調査の結果、メインがイギリス軍の重要な攻略対象とされた。ニューブランズウィックとメインの境界は、独立戦争後もまだ確立されておらず、メインを勝ち取ればニューブランズウィックにとっての大きな領土拡張となり、さらにセント・ジョン川やハリファックス街道を経て、ローワー・カナダとの速やかな連絡が可能となるはずだった。この境界問題は米英戦争では決着せず、1820年にメイン州が州として昇格した時、アルーストック戦争と呼ばれる新たな紛争が起こった。ニューブランズウィックとメインの境界は1842年にウェブスター＝アッシュバートン条約が締結されるまで解決しなかった。
1814年9月、サー・ジョン・コープ・シャーブルックがイギリス軍を率いてメイン東部に侵入し、カスティーネ、ハムデン、バンゴーおよびマシアスの町を占領した。この地域のアメリカ人はイギリスに対する忠誠を誓うかその地を去るかの選択を迫られた。大多数の住民は国王への忠誠を誓い、武器の所持も許された。
この地域は終戦時に両軍が占拠していた領域のうち唯一の大きなもので、ガン条約でアメリカ合衆国に返還された。しかしイギリスは1815年4月までメインから退去せず、撤退時にはメイン占領期に徴収した税金として残っていた多額の金を持ち去った。この金は「カスティーネ基金」と呼ばれ、ノヴァ・スコシア州ハリファックス市のダルハウジー大学の設立に使われた。

## チェサピーク方面作戦と「星条旗」

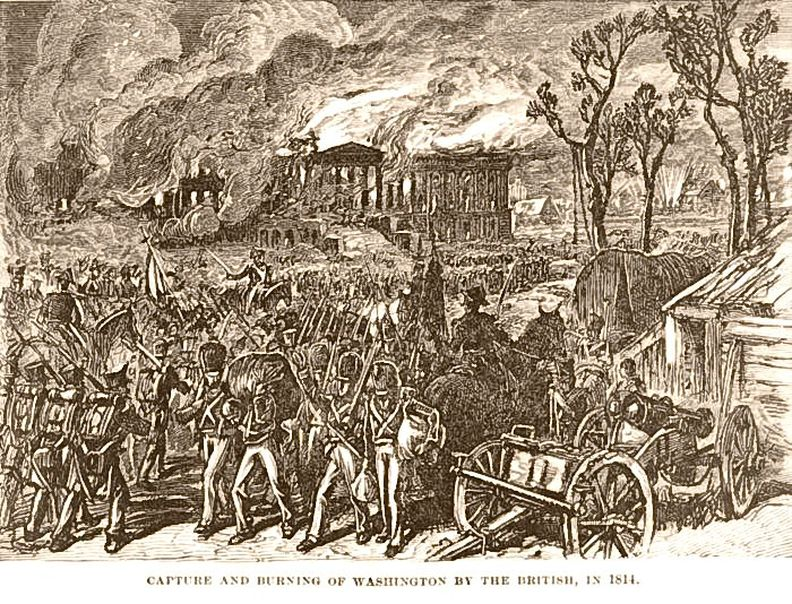
ワシントン焼き討ち

チェサピーク湾はアメリカ合衆国の首都にも近く戦略的な位置にあったので、イギリス軍の主要な目標となった。1813年の3月からジョージ・コックバーン少将指揮の艦隊が湾を封鎖し、湾岸に沿ったノーフォークからハーブ・ド・グレイスに至る町々を砲撃した。
7月4日、独立戦争の海軍の英雄ジョシュア・バーニーが海軍当局を説得して、湾を守るために、20隻のはしけからなる「チェサピーク湾船隊」を作ることになった。この部隊は1814年4月に進水し、直ちにパタクセント川で活動を始め、イギリス海軍の妨害に効果を上げたものの、「ワシントン焼き討ち」に至るイギリスの作戦を阻止する程の力はなかった。
イギリス海軍のコックバーン少将と陸軍のロバート・ロス将軍に率いられた遠征隊の攻撃は1814年8月19日から29日にかけて行われた。この年の6月からガンで休戦交渉が始まっていたが、この作戦はイギリス側が方針を硬化させたことの結果であった。この作戦の過程で、アメリカ派遣艦隊の司令官がウォーレン提督からアレクサンダー・コクラン提督に替わった。彼は増援部隊を引き連れており、それにより自国に有利な講和にアメリカを追い込むよう指示を受けていた。
カナダのサー・ジョージ・プレボスト総督はバミューダにいる提督に手紙を送り、アメリカ軍が行ったヨーク（現在のトロント）の焼き討ちに対する報復を求めた。まさにその頃、戦列艦「ロイヤル・オーク」、3隻のフリゲート、3隻のスループおよびその他10隻の艦船からなるイギリス艦隊に乗船したロス将軍指揮の2,500名の部隊がバミューダに到着した。
半島戦争で勝利を収めた彼らは、そこから解放された後、メリーランドやバージニアの海岸で陽動攻撃を行うことになっていたが、プレボストの要請に応え、既にチェサピーク湾にいる海軍や陸軍の部隊と協同してワシントンD.C.を襲撃することになった。
8月24日、陸軍長官ジョン・アームストロングは、イギリス軍が明らかに首都へ向かっているにもかかわらず、ワシントンではなくボルティモアを攻撃するだろうと主張した。首都を守るためにメリーランド州ブラーデンスバーグに集結したアメリカ民兵は経験に乏しく、ブラーデンスバーグの戦いで壊滅し、ワシントンへの道を明けてしまった。ドリー・マディソンがホワイトハウスの貴重品を退避させ、ジェームズ・マディソン大統領はバージニアへ逃亡した。
イギリス軍の指揮官達は大統領のために用意された夕食を平らげたあと、大統領官邸に火を掛けた。アメリカ側の士気はかつてないほど低下した。イギリスはこの行動をアメリカがカナダで行った破壊活動に対する報復と見ていた。その夜遅く、竜巻を伴う激しい嵐がワシントンD.C.を襲い、市内に大きな被害をもたらしたが、車軸を流すような雨で焼き討ちの火災は鎮火した。海軍施設は、艦船や物資の捕獲を防ぐため、当局の指示で焼かれた。イギリス軍は嵐が止むと直ちに首都を離れた。
大統領官邸や財務省など首都の公共建物を破壊した後、イギリス陸軍は次にボルティモアの占領に向かった。ボルティモアはアメリカの私掠船の重要基地となる繁栄した港であった。ボルティモアの戦いはイギリス軍のノースポイント上陸で始まったが、ロス将軍はアメリカの前哨基地において戦死した（ノースポイントの戦い）。イギリス軍は9月13日に、海からボルティモアを攻撃したが、ボルティモア港の入り口にあるマクヘンリー砦を落すことができなかった。
フォートマクヘンリーの戦いは、戦いと呼べるものではなかった。イギリスの艦砲はアメリカの大砲より射程が長かったので、砦の砲の射程外から攻撃し、それに対して砦は反撃することができなかった。イギリス軍は陸軍と協同作戦を計画していたが、距離が離れすぎていて連携できず、結局攻撃を諦めて撤退した。
夜間の攻撃の間ボルティモアの灯りはすべて消されていた。艦砲射撃は25時間続いた。マクヘンリー砦に着弾する炸裂弾の光だけが唯一の灯りだったが、その光の中、国旗が砦の上に翻りつづけるのが見えた。この砦の守りに感激したアメリカの弁護士フランシス・スコット・キーが詩を作り、それが後にアメリカ合衆国の国歌「星条旗」（The Star-Spangled Banner）の歌詞に採用された。